# Folsomia binoculata
Folsomia binoculata is een springstaartensoort uit de familie van de Isotomidae. De wetenschappelijke naam van de soort is voor het eerst geldig gepubliceerd in 1899 door Wahlgren.